# Pandelis Nikolau
Pandelis (Lakis) Nikolau (grec. Λάκης Νικολάου; ur. 17 lipca 1949) - były grecki piłkarz grający na pozycji środkowego obrońcy.

## Kariera klubowa
Lakis Nikolau całą swoją karierę piłkarską spędził w AEK-u Ateny, gdzie grał w latach 1966–1982. Z AEK czterokrotnie zdobył mistrzostwo Grecji w 1968, 1971, 1978, 1979 oraz Puchar Grecji w 1978 oraz dotarł do półfinału Puchar UEFA 1977, w którym uległ późniejszemu zwycięzcy Juventusowi.

## Kariera reprezentacyjna
W reprezentacji Grecji Nikolau występował w latach 1973–1980. W 1980 roku uczestniczył w Mistrzostwach Europy 1980, który był pierwszym międzynarodowym sukcesem w historii greckiego futbolu reprezentacyjnego. Na Euro 80 Nikolau wystąpił w zremisowanym 0-0 meczu grupowym z RFN, który był jego ostatnim meczem w reprezentacji. Ogółem w reprezentacji Hellady wystąpił w 15 meczach.

## Po zakończeniu kariery
Lakis Nikolau będąc piłkarzem studiował medycynę i został lekarzem. Po zakończeniu kariery był znanym chirurgiem oraz pełnił funkcję lekarza w AEK i Olympiakosie Pireus.
W latach 1997–1998 pełnił funkcję prezesa AEK Ateny.